# Muzej Lok Virsa
Muzej Lok Virsa (urdujsko لوک ورثہ عجائب گھر‎) ali Muzej dediščine je muzej, ki ga upravlja in upravlja Lok Virsa – Nacionalni inštitut za ljudsko in tradicionalno dediščino.
To je muzej zgodovine in kulture v Islamabadu v Pakistanu, ki stoji na hribih Šakarparian in prikazuje žive kulture Pakistana.
Muzej je bil odprt leta 1974 in leta 2002 po Odloku o pravnem statusu Lok Virsa iz leta 2002 postal samostojni zavod. Muzej je sestavljen iz več stavb in muzeja na prostem, ki lahko sprejme do 3000 obiskovalcev.

## Opis
Muzej pokriva površino 18.287 m² in ima več razstavnih dvoran, zaradi česar je največji muzej v Pakistanu. Lok Virsa se običajno imenuje Muzej za prebivalce Pakistana, ki jih v muzeju imenujejo »resnični nosilci naših kulturnih tradicij«.

### Pakistanski nacionalni etnološki muzej
Pakistanski nacionalni etnološki muzej (ali Muzej ljudske dediščine) je bil prvotno ustanovljen leta 1982 kot Muzej ljudske umetnosti. Muzej predstavlja pakistansko večkulturno družbo s prikazom zgodovine in živih tradicij različnih etničnih skupin Pakistana iz vseh koncev države. Muzej pokriva površino 6100 m² in je bil leta 2004 prenovljen in preimenovan.
Prikazuje kulturno dediščino pakistanskega ljudstva. Življenjski slog različnih območij Pakistana je tukaj razstavljen v kipih, slikah, keramiki, glasbi in tekstilnih izdelkih. Lok Virsa je najboljši kulturni muzej v Pakistanu. Predstavlja umetniška dela, ki pomagajo pri ohranjanju žive ljudske in tradicionalne kulture in obrti Pakistana. Stoji v bližini hribov Šakarparian in ima veliko razstavo vezenih kostumov, nakita, lesenih izdelkov, kovinskih izdelkov, blokovnega tiska, slonovine in kosti. Tradicionalne arhitekturne fasade, ki izkazujejo veščine, kot so freske, delo z ogledali in vložek iz marmorja; prikazane so tudi ploščice, mozaik in štukature. Referenčna knjižnica dediščine Lok Virsa, ki meji na Muzej Lok Virsa, je dobro opremljena s podatki o etnografiji, antropologiji, ljudski glasbi, umetnosti, zgodovini in obrti. V prodajnem centru Lok Virsa so na voljo knjige s področja kulture, dediščine, avdio in video kasete ljudske in klasične vokalno-instrumentalne glasbe.
Ta muzej zelo priporočajo šolskim učiteljem, da organizirajo in načrtujejo svoje terenske izlete, da se njihovi učenci naučijo ceniti umetnost, kulturo in svojo dediščino. Odličen kraj za obisk družin z otroki in njihovih gostov izven mesta.

### Dvorana sufijev in svetišč
Leta 2013 je bila v Pakistanskem nacionalnem etnološkem muzeju ustanovljena Dvorana sufijev in svetišč, popularno znana kot Muzej dediščine.
V tej dvorani so slike glasbenikov, ki stojijo v izvajalskih položajih in pojejo poezijo sufijskih svetnikov, kot so Lal Šahbaz Kalandar, Šah Abdul Latif Bhittai in Sačal Sarmast. Na ogled so tudi slike svetišč Data Gandž Bakhš, Šah Rukne Alam in Bahaudin Zakarija.
Lok Virsa je izdal tudi vrsto knjig o sufijskih svetnikih, kot so Buleh Šah, Sultan Bahu, Varis Šah in Mian Mohamed Bakhš.

### Muzej Pakistanskega spomenika
Muzej Pakistanskega spomenika je bil ustanovljen leta 2010, da bi se poklonili vsem, ki so delali in žrtvovali vse za neodvisnost Pakistana. Muzej prikazuje starodavne civilizacije, pakistanski boj za svobodo, nastanek Pakistana in glavne dosežke države. Ima tudi referenčno knjižnico, avdio-vizualni arhiv, konferenčno dvorano in avditorij z dvainšestdesetimi sedeži, znan kot dvorana Panorama.

### Knjižnica Lok Virsa
Knjižnica Lok Virsa (ali Knjižnica dediščine) je sestavljena iz več kot 32.000 knjig, revij, rokopisov in poročil s terena, ki se nanašajo na pakistansko folkloro, etnologijo, kulturno antropologijo, umetnostno zgodovino in obrt ter več kot 200 knjig, ki jih je izdala Lok Virsa. Knjižnica je namenjena študentom, raziskovalcem in učenjakom v povezavi z njihovim raziskovalnim delom o kulturni dediščini Pakistana, pa tudi širši javnosti. Knjižnica zagotavlja dragocene nematerialne koristi kot vir nacionalne, regionalne in lokalne identitete. Številni rokopisi, izvirna raziskovalna poročila, terenske raziskave in monografije pakistanske kulture so dostopni javnosti.

### Raziskovalno-publikacijski center Virsa
Raziskovalno-publikacijski center Virsa izvaja terenske raziskave, zlasti na podeželju, da zabeleži ustna izročila. Lok Virsa ima pooblastilo za dokumentiranje tradicionalne dediščine na regionalni, revirni in podregijski ravni. Ker inštitut trenutno nima podružnic v drugih regijah, je bila za izvajanje naloge na regionalni ravni vključena mreža pisateljev, znanstvenikov, univerz, visokih šol in šol. V ta namen Lok Virsa študentom različnih univerz in visokih šol naroča raziskovalne projekte in prispevke o pomembnih vidikih naše kulture ter financira neodvisne raziskovalne študije. Izvaja in naroča raziskave na vseh podpodročjih ljudske in tradicionalne dediščine, kot so ljudske pesmi, ljudske pravljice, igre in praznovanja. Objavlja knjige o različnih vidikih pakistanske folklore in kulturne dediščine, ki pokrivajo vse province in regije Pakistana. Ugotovitve kasneje strnejo v poročila in nato objavijo v knjigah, ki jih kasneje prodaja Lok Virsa in so prosto dostopne v Knjižnici Lok Virsa. Številne od teh so nagrajene z državnimi nagradami in mnoge od njih so predpisane na podiplomski ravni.

### Medijski center Virsa
Medijski center Virsa se s snemanji ukvarja s tradicionalno glasbo in kulturno dediščino. Pomagal je pri urejanju, zbiranju in produkciji nabora enainpetdesetih kulturnih dokumentarcev in tri tisoč ur zvočnih posnetkov. Deluje profesionalni studio z najsodobnejšo tehnologijo in mobilne enote, ki so dobro opremljene za zajemanje/snemanje dogodkov v katerem koli delu države. Lok Virsa je eden največjih založnikov tradicionalne glasbe in kulture. Na trgu so na voljo avdio in video kasete, CD-ji, VCD-ji in DVD-ji proizvajalca Lok Virsa. Lok Virsa je uredil, uskladil in produciral nabor 36 dokumentarnih filmov o kulturi in več kot 500 nalepk zvočnih kaset nacionalne kulturne dediščine. Center v Islamabadu je ustanovil profesionalni video studio. Opremljene mobilne enote centra lahko dosežejo kateri koli del države in posnamejo dogodek. Center ponuja profesionalne dokumentarne filme in video programe televizijskim mrežam, univerzam in drugim ustanovam v izposoji in prodaji. Prav tako trži svojo produkcijo na CD-jih in DVD-jih za domačo uporabo.
Muzej Lok Virsa ima tudi avditorij za javne prireditve.

## Cilji
Cilji Lok Virsa so:
- Ukvarjati se z raziskovanjem, sistematičnim zbiranjem, dokumentiranjem, znanstvenim ohranjanjem, projekcijo in širjenjem ustnega izročila, folklore in drugih vidikov avtohtone kulturne dediščine.
- Krepiti in negovati korenine pakistanske kulture in doseči temeljne cilje glede njenega ponovnega odkrivanja in ponovne interpretacije za projektiranje prave identitete Pakistana kot naroda.
- Vzpostaviti kulturne komplekse in muzeje za prikaz živih umetnosti in obrti, kulturnih artefaktov in redkih predmetov iz vseh delov Pakistana.
- Vzpostaviti kulturne industrije, umetniške in obrtne galerije, obrtniške vasi ter prirejati in organizirati festivale.
- Pridobiti napredno znanje širše javnosti za promocijo kulturne dediščine in kulturne industrije Pakistana.
- Izvajati študije, preiskave, raziskave, zbirati podatke za pripravo poročila o izvedljivosti o shemah, projektih in programih v obsegu, ki je potreben za izpolnjevanje ciljev.
- Urediti in zagotoviti usposabljanje in tehnično pomoč svojemu osebju ter sodelujočim nevladnim organizacijam in organizacijam v skupnosti, izobraževalnim ustanovam s programi usposabljanja, nakupom obstoječih storitev, delavnicami, seminarji, publikacijami in programi usposabljanja, štipendijami v Pakistanu ali v drugih državah, npr. odboru se lahko zdi primerno.
- Izboljšati znanje, razumevanje in prakse različnih vidikov avtohtone kulturne dediščine ter oblikovati načine in sredstva za širše razširjanje z uporabo sodobne medijske tehnologije.[10]